# Vojkovce
Vojkovce é um município da Eslováquia, situado no distrito de Spišská Nová Ves, na região de Košice. Tem 7,51 km² de área e sua população em 2018 foi estimada em 419 habitantes.

## Demografia
| Ano:        | 1994 | 2004   | 2014   | 2024   |
| ----------- | ---- | ------ | ------ | ------ |
| Broj ljudi: | 446  | 445    | 425    | 407    |
| Razlika:    |      | -0,22% | -4,49% | -4,23% |

| Ano:               | 2023 | 2024 |
| ------------------ | ---- | ---- |
| Número de pessoas: | 407  | 407  |
| Diferença:         |      | +0%  |